# Otham
Otham är en ort och civil parish i grevskapet Kent i sydöstra England. Orten ligger i distriktet Maidstone, cirka 4 kilometer sydost om Maidstone. Civil parishen hade 1 166 invånare vid folkräkningen år 2021.
Civil parishen innefattar delar av nybyggda ostliga förorter till Maidstone.